# バルメ
バルメ（伊: Balme）は、イタリア共和国ピエモンテ州トリノ県にある、人口約100人の基礎自治体（コムーネ）。

## 地理

### 位置・広がり

#### 隣接コムーネ
隣接するコムーネは以下の通り。括弧内のFR-73はフランスのサヴォワ県所属を示す。
- アーラ・ディ・ストゥーラ
- Bessans (FR-73)
- Bonneval-sur-Arc (FR-73)
- グロスカヴァッロ
- レーミエ
- ウッセーリオ

## 行政

### 分離集落
バルメには、以下の分離集落（フラツィオーネ）がある。
- Chialambertetto, Molette, Pian Della Mussa, Molera